# Мамонтовая курья
Ма́монтовая курья — древнейшая стоянка человека современного типа в европейской Арктике, датируемая возрастом в 37,5 тыс. лет.
Стоянка расположена на 67 градусе северной широты, в Заполярье (за чертой Полярного круга), на берегу реки Уса (приток Печоры). Севернее известны только Янская стоянка и стоянка Берелёх — ок. 71° с. ш.. Административно находится на территории городского округа «Воркута» Республики Коми.
На стоянке несколько лет[когда?] работала совместная российско-норвежская археологическая экспедиция. Во время раскопок на Мамонтовой Курье было найдено более ста костей различных животных — лошадей, северных оленей, волков. В одной из костей был обнаружен застрявший наконечник стрелы, а на бивне мамонта нашли чёткий рисунок в виде глубоких насечек, нанесённых наискосок двумя заострёнными каменными орудиями разных пород. Возраст бивня, согласно радиоуглеродному исследованию, составляет около 40 тысяч лет (38—34 тысячи лет). Человеческих останков на стоянке обнаружено не было.